# 西山银穗草
西山银穗草（学名：Leucopoa olgae），为禾本科银穗草属下的一个植物种。